# ملكم (إله)

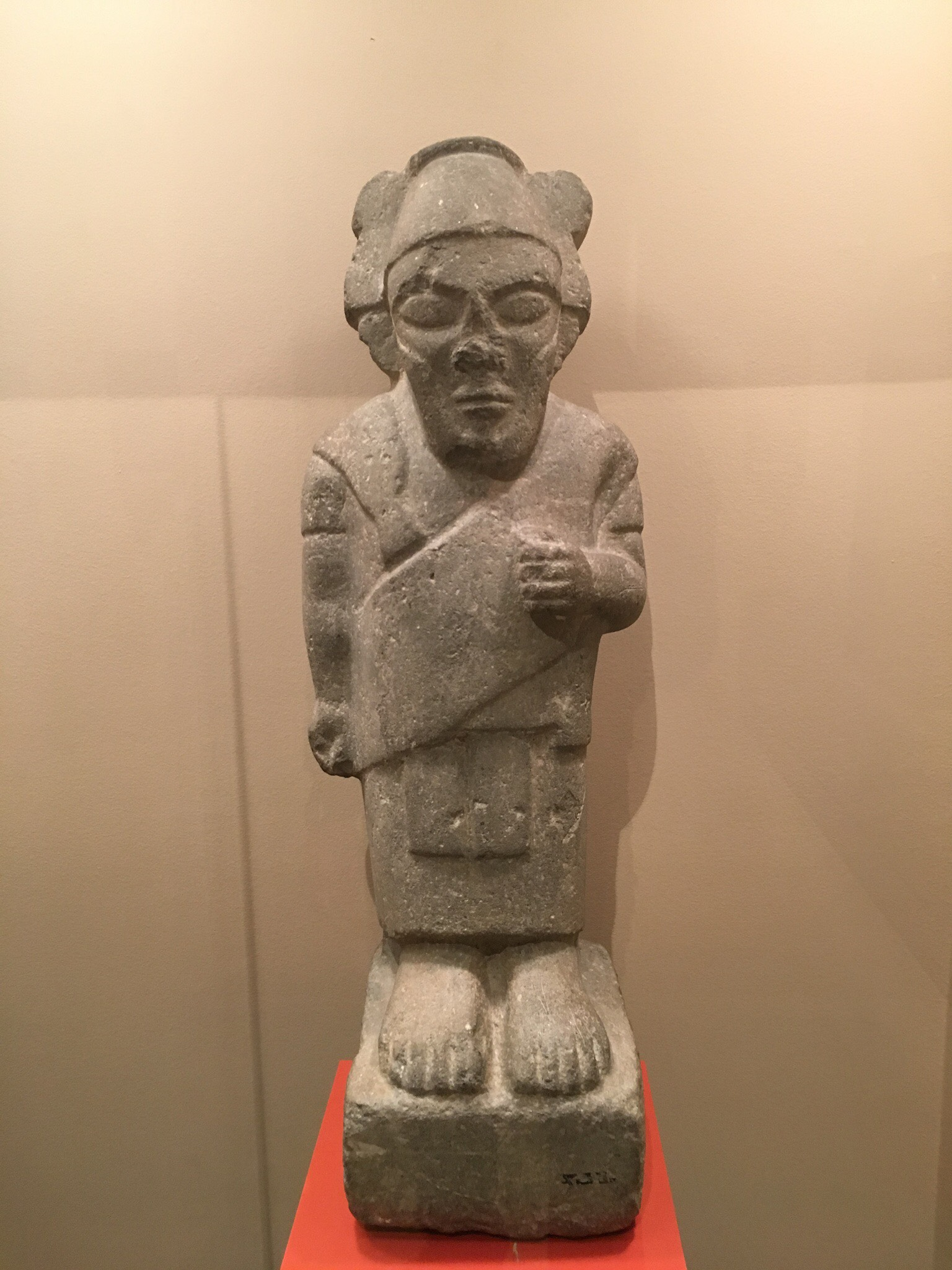
تمثال من المحتمل أن يصور ملكم أو حاكم عموني مؤله باسم ميلكوم، القرن الثامن قبل الميلاد.

مِلكُم أو ميلكوم ( بالعمونية: 𐤌𐤋𐤊𐤌 ميلكام؛ بالعبرية: מִלְכֹּם ميلكوم) كان اسم الإله القومي أو الشعبي عند العمونيين. ويرد في الكتاب المقدس العبري وفي الاكتشافات الأثرية من أراضي عمون السابقة. المطابقة بين الإله ميلكوم الذي في الكتاب المقدس وملكم المكتشافت الأثرية محل نقاش، وكذلك علاقته بالإله الكنعاني إيل، أو الإله المفترض مولوخ.

## الشواهد
يرد ميلكوم عدة مرات في الكتاب المقدس العبري، على الرغم من أن هذه الشهادات لا تقول الكثير عنه. يرد في النص الماسورتي ثلاث مرات، ودائماً يرد ضمن قائمة الآلهة الأجنبية التي تسيء عبادتها إلى الرب إله بني إسرائيل. ورد في سفر الملوك الأول 11:5 باسم "ميلكوم رجس بني عمون". يرد الاسم عدة مرات إضافية في الترجمة السبعينية: صموئيل الثاني 12: 30، أخبار الأيام الأول 20: 2، عاموس 1: 15، إرميا 40 (= 30): 1.3، صفنيا 1: 5، وملوك الأول 11: 7 وغيرها.
يظهر ميلكوم في الكتاب المقدس بصفته إله الدولة الرئيسي للعمونيين بالتوازي مع دور يهوه في إسرائيل. بالنظر إلى أن الكتاب المقدس يشير إلى أن ميلكوم كان يُعبد بموافقة ملكية في القدس، فمن الممكن أنه كان يُعبد أيضًا باعتباره إلهًا محليًا وليس إلهًا أجنبيًا في إسرائيل.
يرد ملكم خارج الكتاب المقدس، أثرياً، كما هو الحال في العديد من الأختام العمونية، حيث غالبًا ما يرتبط بصور الثور. تشير هذه الأختام إلى أن ملكم كان يُنظر إليه على أنه محمود ومُمَجد وقوي وله ارتباطات بالنجوم. يحتوي نقش قلعة عمان (حوالي القرن التاسع أو الثامن قبل الميلاد)، على وحي من ملكم، في حين أن الاسم مذكور أيضًا على نقس تل المزار [الإنجليزية]. يرد اسمان عمونيان يحتويان اسم ميلكوم كعنصر مركب فيهما. ومع ذلك، فإن الإله إيل هو المهمين على الأسماء المركبة من الآلهة في عمون أكثر من ملكم. على هذا الأساس، يقترح والتر أوفريخت أن ملكم لم يكن إله دولة العمونيين وإنما إلهًا راعيًا للبيت الملكي العموني.
التماثيل الحجرية المكتشفة حول عمون قد تصور ملكم. تُظهر العديد من هذه الأشكال سمات الإله المصري القديم أوزوريس، وبالتحديد تاج أتف، مما يشير إلى أن جوانب أوزوريس ربما تم تبنيها في عبادة ملكم. والبعض اقترح أن صورة الجعران ذات الأجنحة الأربعة تمثل الإله ملكم، لكن هذا غير مؤكد.

## العلاقة مع آلهة الشرق الأدنى الأخرى
يبدو أن الاسم مشتق من الجذر "م ل ك"، بمعنى "المَلِك، الحكم". ولكن بسبب الأيقونات المشابهة وكثرة شواهد الأسماء المركبة من الإله إيل أكثر من ملكم، اقترح الباحثون أن ملكم ربما كان لقباً للإله إيل في عمون، أو أن ملكم كان إلهًا آخر أصبح مرتبطًا تدريجيًا بإيل بنفس الطريقة التي ارتبط بها يهوه بإيل في إسرائيل. انتقد الباحث كولين كورنيل محاولات المطابقة بين ملكم وإيل لافتقارها إلى الأدلة. ويجادل بأن أوجه التشابه بين إيل وملكم في الواقع تظهر فقط أنهما كانا آلهة شرقية من العصر الحديدي يعكسان المنطقة والعصر."
كما يظهر الآلهة ذات الأسماء المشابهة. حيث يرد إله يُدعىملكم في قائمة آلهة أوغاريت، كما ورد ذكر إله يُدعىملكوم على ألواح من دريهم، وإله يُدعىمالك مذكور من نينوى، بالإضافة إلى أسماء مركبة من آلهة في ألواح ماري وألواح إبلا. الاسم مشابه أيضًا للإله المحتمل مولوخ في الكتاب المقدس، وقد دُعي مولوخ ذات مرة بإنه إله العمونيين في النص الماسورتي (الملوك الأول 11: 6-7). والعلاقات بين هذه الآلهة غير مؤكدة. قد يكون وصف مولوخ كإله للعمونيين مجرد خطأً كتابيًا. وكدليل إضافي ضد ربط ملكم مع مولوخ، يشير الباحث بويش إلى أن كليهما تم تصويرهما على أن لهما أماكن عبادة منفصلة في القدس في الكتاب المقدس.